# Star Fox
Star Fox (jap. スターフォックス SutāFokkusu) – seria gier komputerowych tworzonych przez Nintendo. Pierwotnie pomyślana jako trójwymiarowa „strzelanka na szynach”, w nowszych odsłonach oddaje graczowi dużo większą swobodę ruchów.

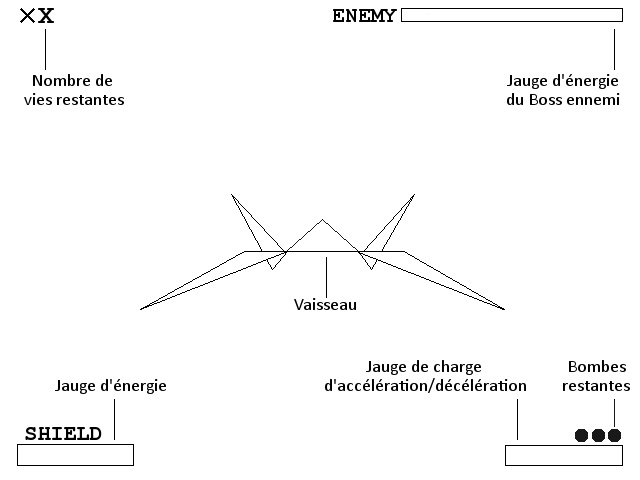
Interfejs gry Star Fox.

Gry opowiadają historie związane z najemną jednostką Star Fox składającą się z antropomorficznych zwierząt i ich przygodami w uniwersum Lylat.
Dwa pierwsze tytuły z serii, o nazwach oryginalnych Star Fox i Star Fox 64 z powodu problemów Nintendo z uzyskaniem znaków towarowych zostały wydane w Europie jako Starwing oraz Lylat Wars. Pierwotnie anulowana gra Star Fox 2 została ostatecznie wydana jako część Super NES Classic Edition.

## Fabuła
Andross, naukowiec specjalizujący się w biotechnologii, uciekł na Venom po wygnaniu z Cornerii i ogłosił z nią wojnę. Stworzył do tego ogromną armię, aby spustoszyć system Lylat. Generał Pepper, dowódca sił zbrojnych Cornerii, wysyła prototyp statku myśliwskiego nazwanego „Arwing”. Jednak nie mając czasu na szkolenie pilotów do nowych myśliwców, wezwał drużynę najemników Star Fox do pokonania Androssa. W skład drużyny wchodzą Fox McCloud, lider zespołu, oraz jego kompani, Falco Lombardi, Peppy Hare i Slippy Toad.